# Wuvulu
Wuvulu (anticamente isola Mat(t)y) è un'isola del gruppo delle Isole Occidentali dell'Arcipelago di Bismarck, nella Provincia di Manus in Papua Nuova Guinea. 